# علی پایا
علی پایا (متولد ۸ خرداد ۱۳۳۲ در تهران) فیلسوف ایرانی و از روشنفکران دینی معاصر است. آثار او عمدتاً در حوزه فلسفه تحلیلی نشر یافته است.
پایا، دانشیار مرکز تحقیقات سیاست علمی کشور و در سابق استاد مدعو دانشگاه وستمینستر انگلستان و محقق ارشد دانشکده علوم سیاسی و روابط بین‌الملل، در مدرسه علوم اجتماعی و انسانی و زبان‌ها در این دانشگاه بوده است. پایا از پایه‌گذاران آینده‌پژوهی در ایران به‌شمار می‌آید. او کتاب‌ها و مقالات آکادمیک متعددی را (بیش از پنجاه عنوان) به زبان‌های فارسی و انگلیسی در ایران و در سطح بین‌المللی انتشار داده است. برخی از مقالات آکادمیک او به زبان‌های آلمانی و عربی ترجمه شده‌اند. برادرش حسین پایا، بنیانگذار انتشارات طرح نو است که یکی از مهم‌ترین ناشران آثار تحقیقی و علمی به ویژه در حوزه فرهنگ و علوم انسانی به‌شمار می‌رود.

### فارسی
- فلسفه تحلیلی و تحلیل فلسفی: مسائل، چشم‌اندازها و کاربردها، (در دو مجلد)، تهران: انتشارات طرح نو، در دست چاپ (مجلد نخست این مجموعه در سال ۱۳۸۴ برنده جایزه کتاب سال شد)
- نگاهی از منظر فلسفی به تأثیرات چهارمین موج توسعه علمی و فناورانه بر فرهنگ و جامعه (تألیف مشترک با رضا کلانتری‌نژاد)، مرکز سیاست علمی کشور، ۱۳۹۰
- معرفت‌شناسی و متدولوژی آینده‌شناسی: محصول نخستین کارگاه آینده‌اندیشی (ویراستاری مشترک با حسین راغفر)، تهران، مرکز تحقیقات سیاست علمی کشور، ۱۳۸۳
- آینده‌اندیشی و مطالعات فرهنگی: محصول دومین کارگاه آینده‌اندیشی (ویراستاری مشترک با با حسین راغفر)، تهران، مرکز تحقیقات سیاست علمی کشور، ۱۳۸۳
- درآمدی تاریخی به فلسفهٔ علم، جان لازی، علی پایا (مترجم)، با همکاری جلال بشارتی، تهران: انتشارات سمت، چاپ دهم، تابستان ۱۳۹۸.
- اسطوره چارچوب: در دفاع از علم و عقلانیت، کارل ریموند پوپر، علی پایا (مترجم)، ناشر: طرح نو، ۱۳۸۵
- کانت، راجر اسکروتن، علی پایا (مترجم)، ناشر: طرح نو
- دانشگاه، تفکر علمی، نوآوری، و حیطه عمومی (مجموعه مقالات)، علی پایا، ناشر: پژوهشکده مطالعات فرهنگی و اجتماعی
- فلسفه تحلیلی (مجموعه مقالات)، گروه مؤلفان و مترجمان، ناشر: وزارت فرهنگ و ارشاد اسلامی، سازمان چاپ و انتشارات
- عصر اطلاعات: اقتصاد، جامعه و فرهنگ: ظهور جامعه شبکه‌ای، مانوئل کاستلز، احد علیقلیان (مترجم)، افشین خاکباز (مترجم)، علی پایا (ویراستار)، ناشر: طرح نو
- عصر اطلاعات: اقتصاد، جامعه و فرهنگ: قدرت هویت، مانوئل کاستلز، احد علیقلیان (مترجم)، افشین خاکباز (مترجم)، علی پایا (ویراستار)، ناشر: طرح نو
- عصر اطلاعات: اقتصاد، جامعه و فرهنگ: پایان هزاره، مانوئل کاستلز، احد علیقلیان (مترجم)، افشین خاکباز (مترجم)، علی پایا (ویراستار)، ناشر: طرح نو
- گفتگو، علی پایا، ناشر: طرح نو - ۱۳۸۱
- «هابرماس و روشنفکران ایرانی»، محمدامین قانعی‌راد و علی پایا، تهران: طرح نو، زیر چاپ.
- فناوری، فرهنگ و اخلاق، علی پایا، ناشر: مؤسسه پژوهشی فرهنگ، هنر و ارتباطات
- «فلسفه علوم اجتماعی»، علی پایا، تهران: طرح نو، زیر چاپ
- فلسفه تحلیلی از منظر عقلانیت نقاد، علی پایا، ناشر:طرح نقد، سال چاپ ۱۳۹۵
- برون از خطا، دیوید میلر، (David Miller (philosopher، علی پایا، طرح نو، در انتظار مجوز انتشار

### انگلیسی
- Analytic Philosophy and Philosophical Analysis: Fresh Problems and New Prospects (2009)
- Iraq, Democracy and the Future of the Muslim World (joint editor with John Esposito)(2009)
- Habermas in Iran (jointly written with Mohammad Ghaneirad) (2009)
- Technology, Culture and Ethics (2009)
- Socio-Ethical Consequences of Convergent Technologies (jointly written with Reza Kalantarinezhad) (2009)
- University, Scientific Thinking, Innovation and the Public Sphere (2006),
- Analytic Philosophy: Problems and Prospects (2004)

## منتقدان
فردین جهان‌بین، مدرس مرکز جهانی علوم اسلامی با انتشار مقاله‌ای در نشریه نقد و نظر ادعا کرد که علی پایا در کتاب خود تحت عنوان «فلسفه تحلیلی: مسائل و چشم‌اندازها» به سرقت ادبی دست زده است.
علی پایا در مقاله‌ای که در همان نشریه چاپ شد، این اتهام را رد کرد.